# Batalla de Mortagne (1795)

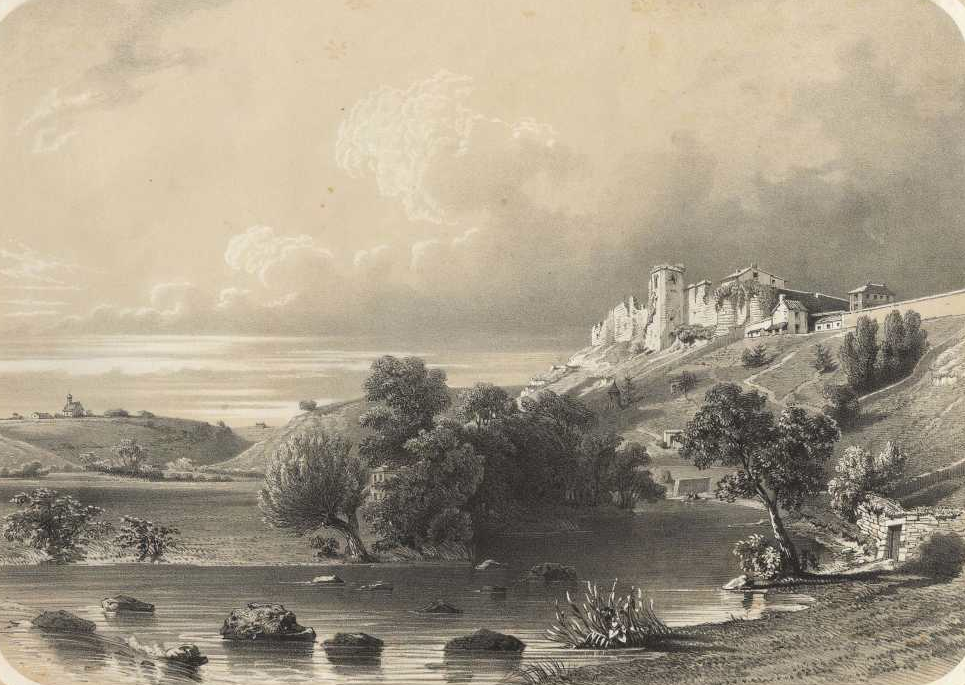
Vista de Mortagne sur Sèvre, àlbum Vendée

La batalla de Mortagne va tenir lloc durant la guerra de Vendée del 3 al 4 d'octubre de 1795. Mortagne-sur-Sèvre va ser presa pels Vendéans el primer dia, després recuperada pels republicans l'endemà.

## Preludi
Després que Charette trenqués el Tractat de La Jaunaye, signat el febrer de 1795, Charles Sapinaud de La Rairie, el general de l'Exèrcit del Centre, va vacil·lar durant molt de temps abans de tornar a prendre les armes. Finalment, el 3 d'octubre va atacar sense previ avís la ciutat de Mortagne-sur-Sèvre.

## Forces presents
Aleshores els republicans van ocupar un lloc a Mortagne, a la carretera de Cholet i fora de la ciutat, comandat pel cap de batalló Joseph Suzan. La guarnició només té 142 homes forts segons Savary i 800 segons Charles-Louis Chassin2. El nombre d'atacants s'estima en 8.000 pel general Caffin.
Segons les Memòries del Vendéa d'Amédée de Béjarry, els Vendéans es van enfrontar a les divisions de Saint-Paul, La Flocellière i Beaurepaire, de l'Exèrcit del Centre.

## Procés
Segons el relat d'Amédée de Béjarry, el cavaller Louis de Chantreau va arribar primer davant de Mortagne amb una tropa de 500 homes i va atacar sense esperar la resta de l'exèrcit. Massa pocs, els Vendéans van ser rebutjats i els republicans van marxar a la seva persecució. Tanmateix, Sapinaud i Béjarry van arribar poc després amb el gruix de l'exèrcit.
Aquesta vegada, veient el nombre d'insurgents, els republicans van fugir quasi sense lluitar. Alguns defensors van ser assassinats o fets presoners. El cap de brigada Cavailhava, del 2n batalló dels Caçadors Francesos del Nord, va ser capturat. Els fugitius es van refugiar a Cholet, perseguits pels Vendeans que els van emportar vers el castell de la Tremblaye. Fins i tot, alguns insurgents van entrar a la ciutat i es van confiscar menjar i municions emmagatzemades a les botigues.

## Seqüeles
Aleshores, els Vendéans van fer un intent a Châtillon, on van ser rebutjats aquesta vegada.Savary, t. VI, 1827, p. 16-17. L'endemà de la presa de Mortagne, un contraatac va ser liderat pel general Jean-Baptiste Boussard. Va reprendre el poble sense trobar resistència, però va ser ferit de mort entre Mortagne i Les Herbiers per un tret des d'una rasa. Va morir a Nantes el 9 d'octubre.

## Pèrdues
Segons l'ajudant general Savary, 25 homes van morir durant l'atac al camp. El cap de brigada Cavailhava va ser afusellat al Château de Landebaudière, arran de la denúncia d'un desertor, per haver participat a les columnes infernals. El comandant Suzan sobreviu a l'atac, però el general Hoche ordena al general Caffin que el faci "degradar públicament". La ciutadana Marquis, esposa del capità al comandament del 10è batalló de voluntaris de Meurthe, va ser capturada, després alliberada, i va deixar un testimoni sobre la seva detenció. {Nota 1.}

## Conseqüències
Hoche va ordenar al general Amédée Willot, estacionat a Fontenay-le-Comte, que recorregués pel territori de Sapinaud amb un exèrcit de 1.800 a 2.000 homes. Per ordre seva, els republicans van posar cartells a tots els pobles: 
| « | "La República et porta el gra i el bestiar per castigar-te per la teva perfidia en l'afer Mortagne: entrega les armes i tindràs els bous". | » |

Sapinaud va ser aviat abandonat per les seves tropes i es va refugiar als territoris controlats per Stofflet.